# Lista de ganhadores do Prêmio Nobel afiliados à Universidade de Cambridge

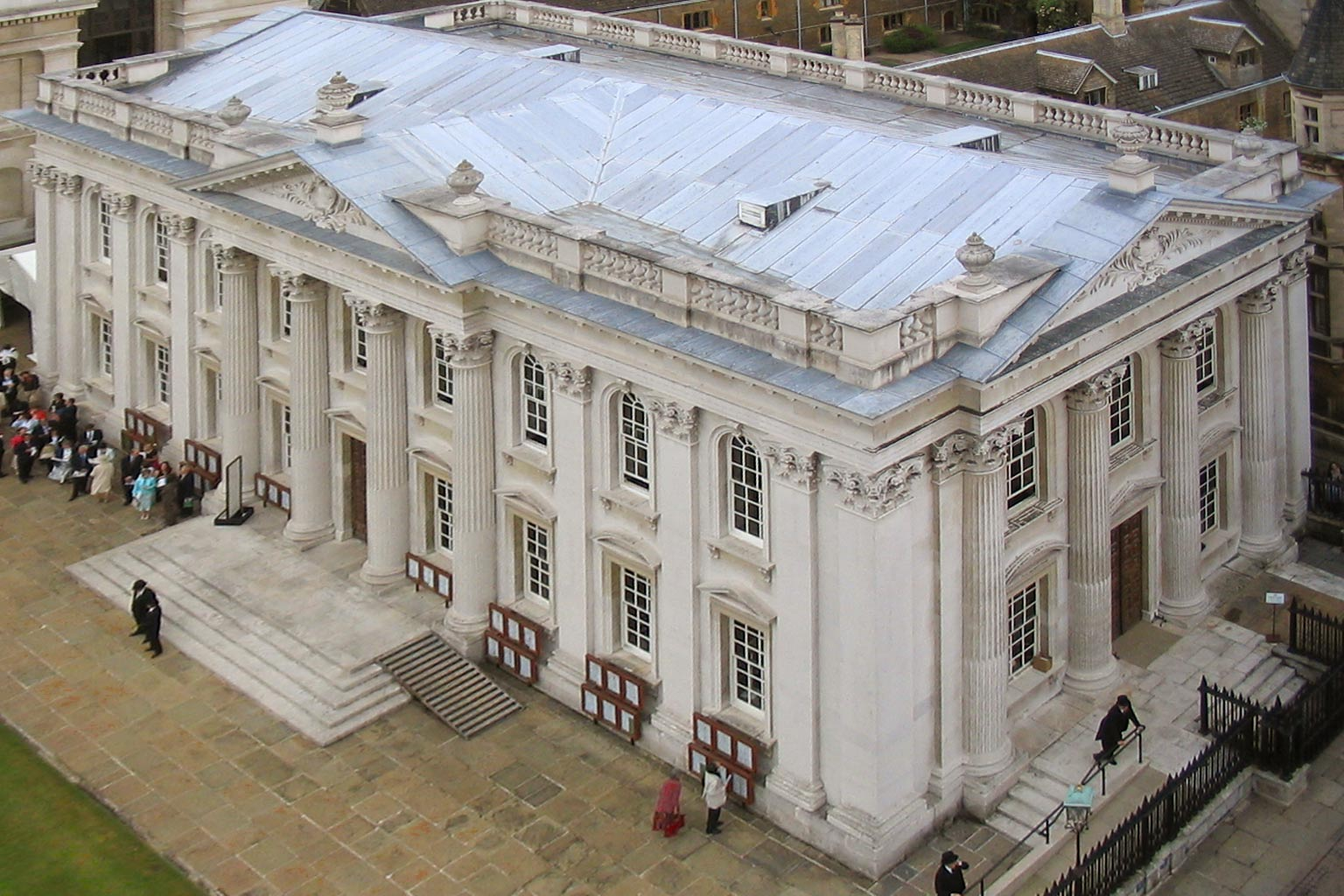
Senate House, Universidade de Cambridge. Em outubro de 2020, 121 ganhadores do Prêmio Nobel eram afiliados à universidade.

Esta lista de ganhadores do Prêmio Nobel afiliados à Universidade de Cambridge mostra de forma abrangente os ex-alunos, membros do corpo docente e pesquisadores da Universidade de Cambridge que receberam o Prêmio Nobel ou o Prêmio de Ciências Econômicas em Memória de Alfred Nobel. Os Prêmios Nobel, estabelecidos pelo testamento de Alfred Nobel em 1895, são concedidos a indivíduos que fazem contribuições notáveis nos campos da Química, Literatura, Paz, Física e Fisiologia ou Medicina. Um prêmio associado, o Prêmio Sveriges Riksbank em Ciências Econômicas em Memória de Alfred Nobel (comumente conhecido como Prêmio Nobel de Economia), foi instituído pelo banco central da Suécia, Sveriges Riksbank, em 1968 e concedido pela primeira vez em 1969.
Em outubro de 2020, 121 ganhadores do Prêmio Nobel eram afiliados à Universidade de Cambridge, e 110 deles foram oficialmente listados como "Laureados pelo Nobel de Cambridge" pela universidade por serem "ex-alunos; acadêmicos que realizaram pesquisas na Universidade em pós-doutorado ou cargo docente e nomeações oficiais (bolsas de visitantes, palestras, etc.)". Entre os 121 laureados, 71 são ex-alunos de Cambridge (graduados e participantes) e 45 são membros acadêmicos de longa data do corpo docente da universidade ou organizações de pesquisa afiliadas de Cambridge. Do ponto de vista da área de pesquisa, 37 laureados ganharam o Prêmio Nobel de Física, mais do que em qualquer outra área. Em particular, Frederick Sanger recebeu dois prêmios Nobel de Química, em 1958 e em 1980; já que esta é uma lista de laureados, não de prêmios, ele é contado apenas uma vez.

## Critérios de inclusão

### Regras gerais

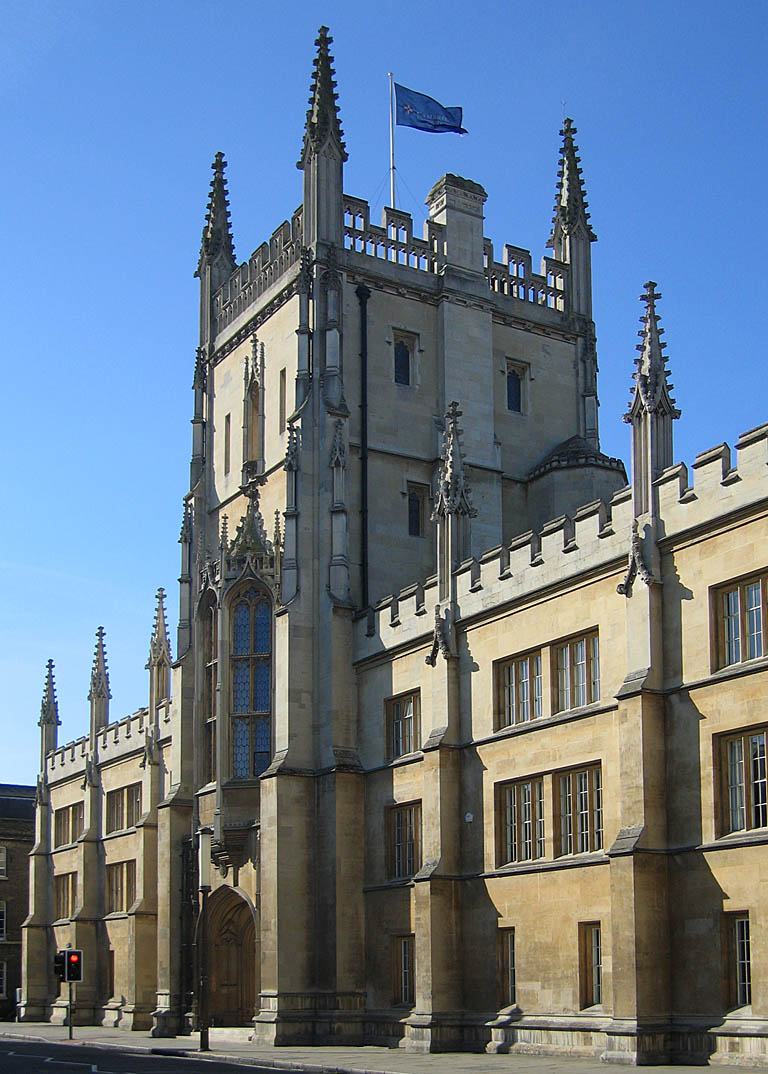
A universidade de Cambridge

As afiliações universitárias nesta lista são todas afiliações acadêmicas oficiais, como programas de graduação e empregos acadêmicos oficiais. Afiliações não acadêmicas, como comitês consultivos e funcionários administrativos, são geralmente excluídas. As afiliações acadêmicas oficiais se enquadram em três categorias: 1) Ex-alunos (graduados e participantes), 2) Equipe acadêmica de longo prazo e 3) Equipe acadêmica de curto prazo. Graduados são definidos como aqueles que possuem bacharelado, mestrado, doutorado ou graus equivalentes da Universidade de Cambridge, enquanto participantes são aqueles que se matricularam formalmente em um programa de graduação em Cambridge, mas não concluíram o programa; assim, diplomas honorários, diplomas póstumos, participantes de verão, alunos de intercâmbio e alunos de auditoria são excluídos. A categoria de "Corpo Acadêmico de Longo Prazo" consiste em estabilidade e cargos acadêmicos equivalentes, enquanto a de "Pessoal Acadêmico de Curto Prazo" consiste em professores (sem estabilidade), pesquisadores de pós-doutorado (pós-doutorandos), professores/bolsistas visitantes (visitantes) e posições acadêmicas equivalentes. Na University of Cambridge, o título acadêmico específico determina apenas o tipo de afiliação, independentemente do tempo real em que o cargo foi ocupado pelo laureado.

## Resumo
Na lista a seguir, o número após o nome de uma pessoa é o ano em que ela recebeu o prêmio; em particular, um número com asterisco (*) significa que a pessoa recebeu o prêmio enquanto trabalhava na Universidade de Cambridge (incluindo funcionários eméritos). Um nome sublinhado indica que essa pessoa já foi listada em uma categoria anterior (ou seja, possui várias afiliações).
| Categoria                   | Ex-alunos | Funcionários acadêmicos de longo-prazo | Funcionários acadêmicos de curto-prazo |
| --------------------------- | --- | --- | --- |
| Total: 121                  | 71 | 45 | 55 |
| Física (37)                 | 1. Roger Penrose - 2020 2. David Thouless - 2016 3. John M. Kosterlitz - 2016 4. Duncan Haldane - 2016 5. Norman Ramsey - 1989 6. S. Chandrasekhar - 1983 7. Abdus Salam - 1979 8. Pyotr Kapitsa - 1978 9. Nevill Mott - 1977 10. Antony Hewish - 1974 11. Brian Josephson - 1973 12. Ernest Walton - 1951 13. John Cockcroft - 1951 14. Cecil Powell - 1950 15. Patrick Blackett - 1948 16. Edward V. Appleton - 1947 17. George P. Thomson - 1937 18. James Chadwick - 1935 19. Paul Dirac - 1933 20. Owen Richardson - 1928 21. Charles T. R. Wilson - 1927 22. Lawrence Bragg - 1915 23. William H. Bragg - 1915 24. J. J. Thomson - 1906 25. Lord Rayleigh - 1904 | 1. Didier Queloz - 2019* 2. Nevill Mott - 1977* 3. Philip W. Anderson - 1977 4. Antony Hewish - 1974* 5. Martin Ryle - 1974* 6. Brian Josephson - 1973* 7. John Cockcroft - 1951 8. Patrick Blackett - 1948 9. Edward Appleton - 1947 10. George Thomson - 1937 11. James Chadwick - 1935 12. Paul Dirac - 1933* 13. Owen Richardson - 1928 14. Charles T. R. Wilson - 1927* 15. Lawrence Bragg - 1915 16. J. J. Thomson - 1906* 17. Lord Rayleigh - 1904 | 1. Michel Mayor - 2019 2. David Thouless - 2016 3. William A. Fowler - 1983 4. Abdus Salam - 1979 5. Pyotr Kapitsa - 1978 6. Ivar Giaever- 1973 7. Murray Gell-Mann - 1969 8. Hans Bethe- 1967 9. Max Born - 1954 10. George P. Thomson - 1937 11. Arthur Compton- 1927 12. Niels Bohr - 1922 13. Charles Barkla - 1917 14. William H. Bragg - 1915 |
| Química (30)                | 1. Greg Winter - 2018 2. Richard Henderson - 2017 3. Michael Levitt - 2013 4. Roger Tsien - 2008 5. Alan MacDiarmid - 2000 6. John Pople - 1998 7. Aaron Klug - 1982 8. Frederick Sanger - 1958, 1980 9. Walter Gilbert - 1980 10. Peter D. Mitchell - 1978 11. George Porter - 1967 12. Ronald Norrish - 1967 13. Dorothy Hodgkin - 1964 14. Max Perutz - 1962 15. John Kendrew - 1962 16. Richard Synge - 1952 17. Archer Martin - 1952 18. Ernest Rutherford - 1908 | 1. Greg Winter - 2018* 2. Richard Henderson - 2017 3. Venki Ramakrishnan - 2009 4. John E. Walker - 1997 5. Aaron Klug - 1982* 6. Frederick Sanger- 1958*, 1980* 7. George Porter - 1967 8. Ronald Norrish - 1967* 9. Max Perutz- 1962 10. John Kendrew - 1962 11. Lord Todd - 1957* 12. Francis Aston - 1922* 13. Ernest Rutherford - 1908 | 1. Greg Winter - 2018 2. Joachim Frank - 2017 3. Thomas Steitz - 2009 4. Roger Tsien - 2008 5. Richard Schrock - 2005 6. John Pople - 1998 7. Jean-Marie Lehn - 1987* 8. Peter Mitchell - 1978 9. Stanford Moore - 1972 10. Luis Leloir - 1970 11. Lars Onsager - 1968 12. Fritz Haber - 1918                                                       |
| Fisiologia ou Medicina (31) | 1. Peter J. Ratcliffe - 2019 2. Elizabeth Blackburn - 2009 3. Martin Evans - 2007 4. John Sulston - 2002 5. Tim Hunt - 2001 6. César Milstein - 1984 7. Allan Cormack - 1979 8. Rodney Porter - 1972 9. Andrew Huxley - 1963 10. Alan Hodgkin - 1963 11. Maurice Wilkins - 1962 12. Francis Crick - 1962 13. Howard Florey - 1945 14. Albert Szent-Györgyi - 1937 15. Henry H. Dale - 1936 16. Charles Sherrington - 1932 17. Edgar Adrian - 1932 18. Archibald Hill - 1922 | 1. John Gurdon - 2012* 2. Robert G. Edwards - 2010* 3. Martin Evans - 2007 4. Sydney Brenner - 2002 5. César Milstein - 1984 6. Alan Hodgkin - 1963* 7. Francis Crick - 1962* 8. Charles Sherrington - 1932* 9. Edgar Adrian - 1932* 10. Frederick Hopkins - 1929* 11. Archibald Hill - 1922 | 1. William Cecil Campbell - 2015 2. Robert G. Edwards - 2010 3. Paul Greengard - 2000 4. Edward B. Lewis - 1995 5. Gobind Khorana - 1968 6. George Wald - 1967 7. André Lwoff - 1965 8. Andrew Huxley - 1963 9. James Watson - 1962 10. Hans A. Krebs - 1953 11. Howard Florey - 1945 12. Ernst Chain - 1945                                        |
| Economia (15)               | 1. Oliver S. Hart - 2016 2. Angus Deaton - 2015 3. Joseph Stiglitz - 2001 4. Amartya Sen- 1998 5. James Mirrlees - 1996 6. Richard Stone - 1984 | 1. Amartya Sen - 1998* 2. James Mirrlees - 1996* 3. Richard Stone - 1984* 4. James Meade - 1977* | 1. William Nordhaus - 2018 2. Oliver S. Hart - 2016 3. Angus Deaton - 2015 4. Peter Diamond - 2010 5. Eric Maskin - 2007 6. Joseph Stiglitz - 2001 7. James Mirrlees - 1996 8. Douglass North - 1993 9. Robert Fogel - 1993 10. Milton Friedman - 1976 11. John Hicks - 1972 12. Kenneth Arrow - 1972                                               |
| Literatura (5)              | 1. Patrick White - 1973 2. Bertrand Russell- 1950 | | 1. Mario Vargas Llosa - 2010 2. Octavio Paz - 1990 3. Joseph Brodsky - 1987 4. Bertrand Russell - 1950 |
| Paz (3)                     | 1. Philip Noel-Baker- 1959 2. Austen Chamberlain - 1925 | | 1. Kim Dae-jung- 2000 |

## Prêmios Nobel por categoria

### Prêmios Nobel de Física
| No. | Nome                       | Ano  | Afiliação com a Universidade de Cambridge                                                   |
| --- | -------------------------- | ---- | ------------------------------------------------------------------------------------------- |
| 37  | Roger Penrose              | 2020 | M.S, PhD                                                                                    |
| 36  | Didier Queloz              | 2019 | Professor of Astrophysics (2013–)                                                           |
| 35  | Michel Mayor               | 2019 | Researcher at Institute of Astronomy (1971)                                                 |
| 34  | David Thouless             | 2016 | B.A. (1955); Lecturer (1961–1965)                                                           |
| 33  | John M. Kosterlitz         | 2016 | B.A. (1965), M.A. (1966)                                                                    |
| 32  | Duncan Haldane             | 2016 | B.A. in Natural Sciences (1973) and PhD in Physics (1978)                                   |
| 31  | Norman Ramsey              | 1989 | B.A. (1937), M.A. (1941), D.Sc. (1953)                                                      |
| 30  | William A. Fowler          | 1983 | Guggenheim Fellow (1954–1955 and 1961–1962); Visitor (1964)                                 |
| 29  | Subrahmanyan Chandrasekhar | 1983 | PhD (1933); Fellow, Trinity College (1933–1937)                                             |
| 28  | Abdus Salam                | 1979 | B.A. (1949), PhD (1952); Fellow, St. John's College (1951–1956); Lecturer (1954–1956)       |
| 27  | Pyotr Kapitsa              | 1978 | PhD (1926); Assistant Director of Magnetic Research at Cavendish Laboratory (1924–1932)     |
| 26  | Nevill Mott                | 1977 | B.S. (1927), M.S. (1930); Professor of Physics                                              |
| 25  | Philip W. Anderson         | 1977 | Professor of Physics (1967–1975)                                                            |
| 24  | Martin Ryle                | 1974 | Fellow, Trinity College; Professor                                                          |
| 23  | Antony Hewish              | 1974 | B.A., PhD (1952); Professor of Radio Astronomy (1971–1989); University Lecturer (1961–1969) |
| 22  | Brian Josephson            | 1973 | B.A. (1960), M.A., PhD (1964); Fellow, Trinity College; Professor                           |
| 21  | Ivar Giaever               | 1973 | Guggenheim Fellow (1969–1970)                                                               |
| 20  | Murray Gell-Mann           | 1969 | Overseas Fellow, Churchill College (Spring 1966)                                            |
| 19  | Hans Bethe                 | 1967 | Rockefeller Fellow (1930–1931); Visiting Professor (1955–1956)                              |
| 18  | Max Born                   | 1954 | Researcher, Cavendish Laboratory (1906–1907); Stokes Lecturer of Physics (1933–1936)        |
| 17  | Ernest Walton              | 1951 | PhD (1931)                                                                                  |
| 16  | John Cockcroft             | 1951 | B.A. (1924), PhD (1928); Fellow, St. John's College; Professor                              |
| 15  | Cecil Powell               | 1950 | B.A. (1925), PhD (1927)                                                                     |
| 14  | Patrick Blackett           | 1948 | B.A. (1921); Research student (1921–1923); Fellow, King's College                           |
| 13  | Edward V. Appleton         | 1947 | B.A. (1913), M.A. (1914); Professor                                                         |
| 12  | George P. Thomson          | 1937 | B.A.; Professor; Fellow and Lecturer, Corpus Christi College                                |
| 11  | James Chadwick             | 1935 | PhD (1921); Fellow (1921–1935) and Master (1948–1962), Gonville and Caius College           |
| 10  | Paul Dirac                 | 1933 | PhD (1926); Fellow, St. John's College; Lucasian Professor of Mathematics (1932–1969)       |
| 9   | Owen Richardson            | 1928 | B.A. (1900), M.A. (1904); Fellow, Trinity College                                           |
| 8   | Charles T. R. Wilson       | 1927 | B.A. (1892); Professor                                                                      |
| 7   | Arthur Compton             | 1927 | National Research Council (NRC) Fellow (1919–1920)                                          |
| 6   | Niels Bohr                 | 1922 | Postdoctoral Researcher (1911–1912)                                                         |
| 5   | Charles Barkla             | 1917 | Researcher in Cavendish Laboratory (1899–1900)                                              |
| 4   | Lawrence Bragg             | 1915 | B.A. (1912), PhD; Professor                                                                 |
| 3   | William H. Bragg           | 1915 | B.A. (1885); Researcher                                                                     |
| 2   | J. J. Thomson              | 1906 | B.A.; Fellow, Trinity College; Professor                                                    |
| 1   | Lord Rayleigh              | 1904 | B.A. (1865); Fellow, Trinity College; Professor                                             |

### Prêmios Nobel de Química
| No. | Nome               | Ano  | Afiliação com a Universidade de Cambridge                                      |
| --- | ------------------ | ---- | ------------------------------------------------------------------------------ |
| 30  | Greg Winter        | 2018 | B.A (1973), PhD (1976); Fellow, Trinity College; Postdoctoral Researcher       |
| 29  | Richard Henderson  | 2017 | PhD (1969); Fellow, Darwin College                                             |
| 30  | Joachim Frank      | 2017 | Senior Research Assistant (1973–1975)                                          |
| 27  | Michael Levitt     | 2013 | PhD (1971)                                                                     |
| 26  | Thomas Steitz      | 2009 | MRC LMB Postdoctoral Researcher (1967–1970)                                    |
| 25  | Venki Ramakrishnan | 2009 | Fellow, Trinity College                                                        |
| 24  | Roger Tsien        | 2008 | PhD (1977); Postdoctoral Researcher                                            |
| 23  | Richard Schrock    | 2005 | Postdoctoral Researcher                                                        |
| 22  | Alan MacDiarmid    | 2000 | PhD (1955)                                                                     |
| 21  | John Pople         | 1998 | B.A (1946), PhD (1951); Lecturer                                               |
| 20  | John E. Walker     | 1997 | Director of the Medical Research Council (MRC) Mitochondria Biology Unit (MBU) |
| 19  | Jean-Marie Lehn    | 1987 | Alexander Todd Visiting Professor of Chemistry (1984)                          |
| 18  | Aaron Klug         | 1982 | PhD (1953); Professor                                                          |
|     | Frederick Sanger*  | 1980 | B.A (1939), PhD; Professor (*Another Nobel Chemistry Prize in 1958)            |
| 17  | Walter Gilbert     | 1980 | PhD (1957)                                                                     |
| 16  | Peter D. Mitchell  | 1978 | B.A, PhD (1951); Demonstrator (1950–1955)                                      |
| 15  | Stanford Moore     | 1972 | Visitor (6 months)                                                             |
| 14  | Luis Leloir        | 1970 | Researcher (1936)                                                              |
| 13  | Lars Onsager       | 1968 | Fulbright Scholar (1951–1952)                                                  |
| 12  | George Porter      | 1967 | PhD (1949); Fellow, Emmanuel College                                           |
| 11  | Ronald Norrish     | 1967 | B.A, PhD; Professor                                                            |
| 10  | Dorothy Hodgkin    | 1964 | PhD (1937)                                                                     |
| 9   | Max Perutz         | 1962 | PhD; Founder of MRC LMB                                                        |
| 8   | John Kendrew       | 1962 | B.A (1939), PhD (1949)                                                         |
| 7   | Frederick Sanger*  | 1958 | B.A (1939), PhD; Professor (*Another Nobel Chemistry Prize in 1980)            |
| 6   | Alexander R. Todd  | 1957 | Professor; Fellow, Christ's College                                            |
| 5   | Richard Synge      | 1952 | B.A (1936), PhD (1941)                                                         |
| 4   | Archer Martin      | 1952 | B.A (1932)                                                                     |
| 3   | Francis Aston      | 1922 | Fellow, Trinity College                                                        |
| 2   | Fritz Haber        | 1918 | Visitor (2 months, 1933), hosted by Sir William Pope                           |
| 1   | Ernest Rutherford  | 1908 | B.A (1897); Cavendish Professor of Physics                                     |

### Prêmios Nobel de Fisiologia ou Medicina
| No. | Nome                   | Ano  | Afiliação com a Universidade de Cambridge                      |
| --- | ---------------------- | ---- | -------------------------------------------------------------- |
| 31  | Peter J. Ratcliffe     | 2019 | M.B, M.D                                                       |
| 30  | William Cecil Campbell | 2015 | Visiting Researcher (in the laboratory of Lawson Soulsby)      |
| 29  | John Gurdon            | 2012 | Professor                                                      |
| 28  | Robert G. Edwards      | 2010 | Professor; Ford Research Fellow (1963)                         |
| 27  | Elizabeth Blackburn    | 2009 | PhD (1975), Darwin College,                                    |
| 26  | Martin Evans           | 2007 | B.A (1963); Fellow, St Edmund's College                        |
| 25  | John Sulston           | 2002 | B.A (1963), PhD (1966)                                         |
| 24  | Sydney Brenner         | 2002 | Senior Fellow, King's College                                  |
| 23  | Tim Hunt               | 2001 | B.A (1964), PhD (1968)                                         |
| 22  | Paul Greengard         | 2000 | Postdoctoral Researcher (1954-1955)                            |
| 21  | Edward B. Lewis        | 1995 | Rockefeller Fellow (1947–1948)                                 |
| 20  | César Milstein         | 1984 | PhD (1960); Fellow, Darwin College                             |
| 19  | Allan Cormack          | 1979 | Graduate attendee (1947–1950)                                  |
| 18  | Rodney Porter          | 1972 | PhD (1948)                                                     |
| 17  | Gobind Khorana         | 1968 | Postdoctoral Researcher (1950–1952)                            |
| 16  | George Wald            | 1967 | Guggenheim Fellow (1963–1964)                                  |
| 15  | André Lwoff            | 1965 | Rockefeller Fellow (1936)                                      |
| 14  | Andrew Huxley          | 1963 | B.A (1938), M.A (1945); Research Fellow, Trinity College       |
| 13  | Alan Hodgkin           | 1963 | B.S (1936); Professor                                          |
| 12  | Maurice Wilkins        | 1962 | B.A (1938)                                                     |
| 11  | James Watson           | 1962 | Researcher in Cavendish Laboratory (1951–1953)                 |
| 10  | Francis Crick          | 1962 | PhD; Founder of MRC LMB                                        |
| 9   | Hans A. Krebs          | 1953 | Rockefeller Fellow (1933); Demonstrator of Biochemistry (1934) |
| 8   | Howard Florey          | 1945 | PhD (1927); Lecturer in Special Pathology                      |
| 7   | Ernst Chain            | 1945 | Researcher (1933–1935)                                         |
| 6   | Albert Szent-Györgyi   | 1937 | PhD (1927)                                                     |
| 5   | Henry H. Dale          | 1936 | B.S (1903), M.D (1909)                                         |
| 4   | Charles Sherrington    | 1932 | B.A (1885), M.B (1885)                                         |
| 3   | Edgar Adrian           | 1932 | B.A (1911); Professor                                          |
| 2   | Frederick Hopkins      | 1929 | Professor; Fellow and Tutor, Emmanuel College                  |
| 1   | Archibald Hill         | 1922 | B.A (1907); Professor                                          |

### Laureados com o Prêmio Nobel de Economia
| No. | Nome             | Ano  | Afiliação com a Universidade de Cambridge |
| --- | ---------------- | ---- | --- |
| 15  | William Nordhaus | 2018 | Visitante sênior (1970-1971) |
| 14  | Oliver S. Hart   | 2016 | BA (1969); Professor assistente e depois professor (1975–1980) |
| 13  | Angus Deaton     | 2015 | BA (1967), PhD (1974); Fellow no exterior, Churchill College |
| 12  | Peter Diamond    | 2010 | Overseas Fellow, Churchill College (1965–1966) |
| 11  | Eric Maskin      | 2007 | Estudante visitante, Darwin College (1975–76), Pesquisador, Jesus College (1976–77); Overseas Fellow, Churchill College (1980–82); Visiting Overseas Fellow, St. John's College (1987-88) |
| 10  | Joseph Stiglitz  | 2001 | Participante de pós-graduação; Tapp Research Fellow (1966–1970) |
| 9   | Amartya Sen      | 1998 | BA (1955), PhD (1959); Professor |
| 8   | James Mirrlees   | 1996 | PhD (1963); Professor; Palestrante |
| 7   | Douglass North   | 1993 | Professor Pitt de História e Instituições Americanas (1981–1982) |
| 6   | Robert Fogel     | 1993 | Professor Pitt de História e Instituições Americanas (1975) |
| 5   | Richard Stone    | 1984 | BA (1935), MA; Professor |
| 4   | James Meade      | 1977 | Professor; Pesquisador Sênior, Christ's College |
| 3   | Milton Friedman  | 1976 | Fulbright Scholar (1953–1954) |
| 2   | John Hicks       | 1972 | Conferencista; Fellow, Gonville and Caius College (1935–1938) |
| 1   | Kenneth Arrow    | 1972 | Overseas Fellow, Churchill College (1963, 1970, 1973, 1986) |

### Prêmios Nobel de Literatura
| No. | Nome               | Ano  | Afiliação com a Universidade de Cambridge                  |
| --- | ------------------ | ---- | ---------------------------------------------------------- |
| 5   | Mario Vargas Llosa | 2010 | Professor Simón Bolívar (1977–1978)                        |
| 4   | Octavio Paz        | 1990 | Professor Simón Bolívar (1969–1970)                        |
| 3   | Joseph Brodsky     | 1987 | Membro Visitante e Poeta Residente, Clare Hall (1977–1978) |
| 2   | Patrick White      | 1973 | BA (1935)                                                  |
| 1   | Bertrand Russell   | 1950 | BA (1893); Palestrante, Trinity College                    |

### Prêmios Nobel da Paz
| No. | Nome               | Ano  | Afiliação com a Universidade de Cambridge       |
| --- | ------------------ | ---- | ----------------------------------------------- |
| 3   | Kim Dae-jung       | 2000 | Visitante, Clare Hall (janeiro a junho de 1993) |
| 2   | Philip Noel-Baker  | 1959 | BA (1912), MA                                   |
| 1   | Austen Chamberlain | 1925 | BA, MA                                          |